# Camagüey
Camagüey (antiguamente Puerto Príncipe) es una ciudad situada en el centro-este de Cuba, capital de la provincia homónima. En 2005, la ciudad contaba con una población de más de 300 000 habitantes. Su casco histórico fue declarado Patrimonio de la Humanidad por la Unesco en 2008.

## Historia
Camagüey fue fundada con el nombre de «Santa María del Puerto del Príncipe» el 2 de febrero de 1514, por españoles liderados por Diego Velázquez de Cuéllar en un lugar ahora conocido como Nuevitas en la costa norte. Fue uno de los siete asentamientos originales (villas) fundados en Cuba por los españoles. Durante el siglo XVIII la villa se llamó Santa María del Puerto del Príncipe; entre 1747 y 1753 Luis de Unzaga y Amézaga, entonces capitán gobernador de Puerto Príncipe rehabilitó la villa, muy deteriorada en la guerra del Asiento, además Unzaga reconstruyó la iglesia de la Merced.
Fue en 1898 cuando recibió el actual nombre de Camagüey, a raíz de la independencia de España. El nombre indígena era usado ya para referirse a la comarca "El Camagüey" en referencia al cacique Camagüebax, quien ejercía su mando entre los ríos Tínima y Hatibonico y fue aprobado en esa fecha tanto para la ciudad como para la provincia que había sido creada en 1878 como región militar por la república en armas.
Sus llanuras adornadas con los más bellos tesoros de la naturaleza, fueron fuentes de inspiración para artistas de todos los tiempos. La majestuosidad de los Cangilones, la placidez de sus playas y cayos dotados de las más cristalinas aguas, sus manantiales y la absoluta riqueza de una ganadería y agricultura que daban sus frutos no solo al Camagüey, sino a Cuba, y a buena parte del mundo, quedan en la memoria distante para recordarnos del tesón de los camagüeyanos, de la heroicidad de sus patriotas encabezados por aquel diamante con alma de beso. Con su alforja desbordada de aportes a la cultura local, nacional y universal, el Camagüey ostenta en su carta de presentación desde el primer aporte literario: El Espejo de Paciencia, hasta la deslumbrante escritora Gertrudis Gómez de Avellaneda, disputándose los primeros puestos de la literatura castellana, y sin dejar de reconocer la valía de Nicolás Guillén ni que la primera emisión de radio fuera puesta al aire por otro valioso camagüeyano: Luis Casas Romero, mambí y músico creador de obras prodigiosas y llenas de valor patriótico como El Mambí... este Camagüey con sus bravías llanuras, sus rejas ornamentadas, y el sello único que da renombre a nuestras tierras: el tinajón, nos habla de su San Juan, del verdadero ajiaco: el ajiaco camagüeyano, de las monterías, del matajibaro, de la ropavieja, del casabe, del maíz pelao, del turrón de maní Roselló, de la piñita Pijuan (una soda única e irrepetible) y alumbrando nuestra memoria y nuestros recuerdos la primacía de esta ciudad de leyendas en "dar a luz" la primera estación de televisión fuera de la capital: Televisión Camagüey, canal 11.
Cuna de figuras ilustres, como Joaquín de Agüero e Ignacio Agramonte, conocido como "El Mayor" o "El Bayardo" —José Martí le llamó «un Diamante con Alma de Beso»—, que fue uno de los patriotas líderes de la primera guerra de independencia contra España entre 1868 y 1878; el escritor y pedagogo Enrique José Varona, Salvador Cisneros Betancourt, presidente de la primera República en Armas; el ilustre científico Carlos J. Finlay, quien en año 1881 propuso la teoría de la transmisión de la fiebre amarilla por los mosquitos que en 1900 se confirmó por el bacteriólogo y cirujano estadounidense Walter Reed. El 3 de diciembre, aniversario de su nacimiento, se celebra el "Día de la medicina americana". Otras figuras ilustres como Ana Betancourt quien alzó su voz en tiempos en que la mujer era altamente discriminada, para manifestar su lucha por la emancipación del sexo femenino: «Ciudadanos: Aquí todo era esclavo, la cuna, el color y sexo, vosotros queréis destruir la esclavitud de la cuna peleando hasta morir, habéis destruido la esclavitud del color emancipando al siervo; llegó el momento de liberar a la mujer.»
Otro hecho de incuestionable trascendencia cuando en territorio camagüeyano, específicamente Guaimaro, se vio nacer la primera república en armas, y la primera asamblea constituyente en 1869.
La provincia, de la cual Camagüey es su capital, es la más extensa del país y una de las de menor densidad de población. Por sus extensas llanuras que ocupan casi la totalidad del territorio, Camagüey tenía una importante actividad ganadera y azucarera fundamentalmente. El ganado Santa Gertrudis dominando las haciendas camagüeyanas, se había convertido en una de las más relevantes razas ganaderas a nivel mundial.
Compuesta por 13 municipios: Carlos Manuel de Céspedes, Florida, Nuevitas, Esmeralda, Minas, Sibanicú, Guáimaro, Najasa, Jimaguayú, Vertientes, Santa Cruz del Sur, Sierra de Cubitas y Camagüey, donde se encuentra la ciudad capital con el mismo nombre del municipio y la provincia, con casi 400 000 habitantes.
El territorio posee una economía diversificada, con fuerte producción agroindustrial, centrándose su industria en la Ciudad de Camagüey, la de Nuevitas, Florida y Santa Cruz del Sur. Entre sus producciones se destaca la energía eléctrica, la de cementos, la de fertilizantes y química, la de producciones mecánicas, de cervezas, rones y refrescos, láctea, la azucarera y otras. Existe una fuerte tradición ganadera, ferroviaria y cañera.

## Población

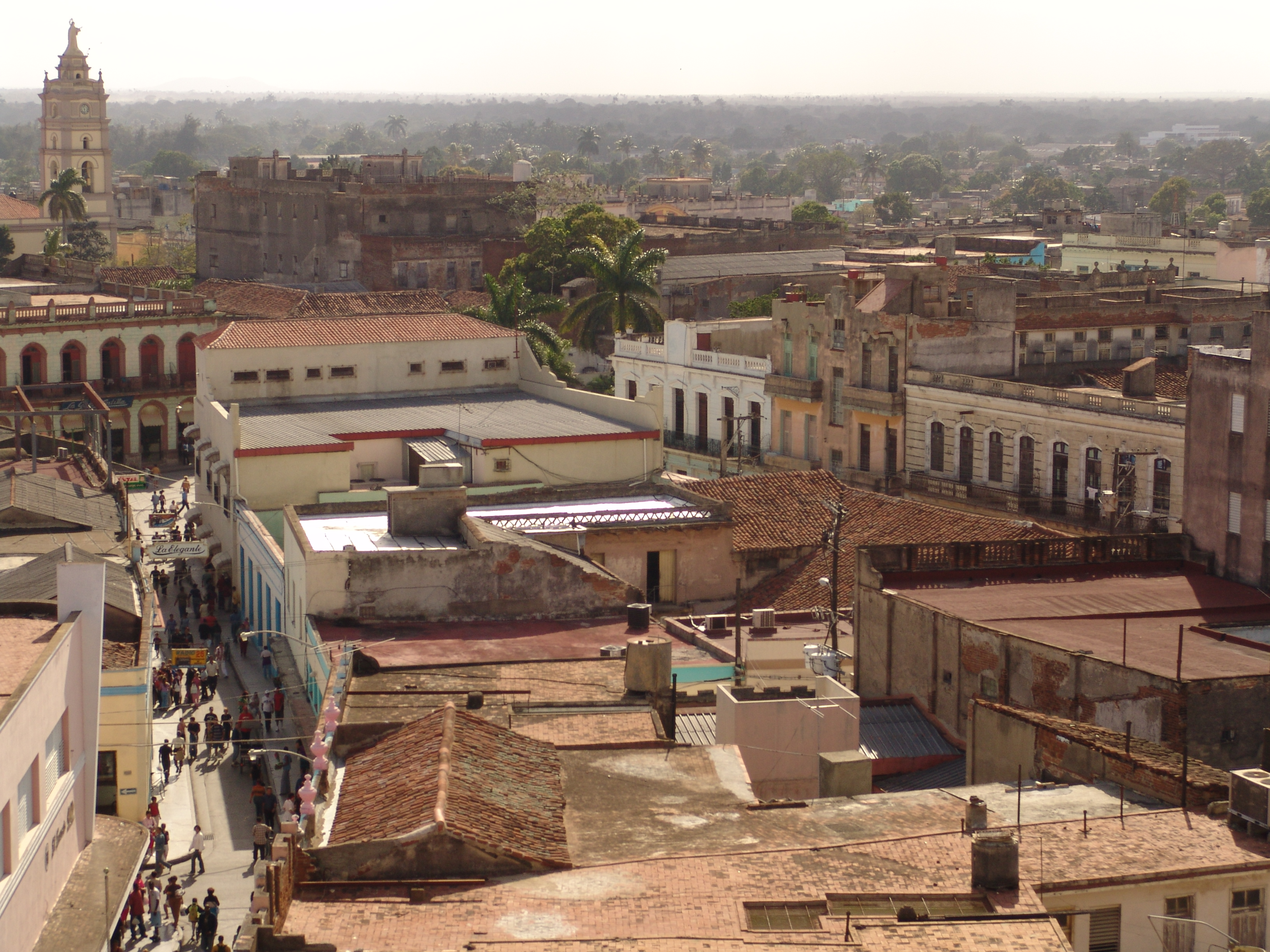
Panorámica de la calle Maceo. El centro histórico de Camagüey está declarado Patrimonio de la Humanidad.

El área metropolitana de la ciudad está dividida en cuatro distritos político administrativos, el Cándido González, el Ignacio Agramonte, el Joaquín de Agüero y el Julio Antonio Mella. Se distingue por el apego al territorio. Grandes tradiciones destacan a los moradores principeños, ellas son el alto nivel cultural, el buen hablar y la práctica del catolicismo puro y no mezclado con otros cultos como las deidades africanas. 
A ello contribuye su relativo aislamiento geográfico por muchos años y su ancestral cultura, que parte desde el hecho de ser cuna de la primera obra literaria de América, Espejo de Paciencia, escrita por Silvestre de Balboa, de poetas como Gertrudis Gómez de Avellaneda, Aurelia Castillo y Nicolás Guillén, pintores como Fidelio Ponce de León y poseer la segunda compañía de ballet clásico de Cuba, el Ballet de Camagüey, además de varios grupos de danza folclórica, tradicional, y moderna, coros, grupos teatrales, galerías de arte y escuelas especiales para enseñanza de las artes, desde el nivel elemental hasta el universitario, y la primera universidad creada en el país después del triunfo de la revolución. El territorio cuenta hoy con 5 universidades o centros de educación superior y sedes universitarias en los 13 municipios, que han contribuido a elevar el nivel cultural del pueblo.
Con sus amplias plazas e iglesias y sus calles concurridas, posee el mayor centro histórico del país. Sus museos y templos, que guardan tesoros del arte funerario de los siglos XVII, XVIII y XIX, son parte de un paisaje urbano difícil de igualar.
Los ciudadanos de esta región, como en todo el país, son amables, dados a ayudarse entre sí y especialmente atentos. Son por lo general, más reservados, desconfiados e individualistas que en el Oriente de la isla y más tradicionalistas que en el Occidente (tal característica, como idiosincrasia general, se extiende hasta Sancti Spiritus). El camagüeyano típico no se considera oriental, ni villareño o espirituano (convencionalmente considerados estos como del centro de la isla), ni occidental, conformando una subentidad propia, lo cual es validado de esta manera a lo largo de toda la historia.

## Tinajones
Debido a las sequías que son frecuentes en la provincia y la ciudad, desde la época de la colonización española se empezaron a utilizar los tinajones, que no son más que enormes recipientes en forma de globo y hechos de barro cocido para almacenar el agua de lluvia por tiempos prolongados.
Por este motivo y porque actualmente estas vasijas se pueden encontrar adornando calles y parques, Camagüey es llamada la ciudad de los tinajones, y existe una leyenda que dice que si tomas agua de tinajón te quedas a vivir en Camagüey o al menos regresas siempre a ella. La poetisa camagüeyana Aurelia Castillo, recordando los tinajones de su niñez, en su casona de la calle Cristo, escribió su famoso poema "El Tinajón".

## Arquitectura y sistema vial

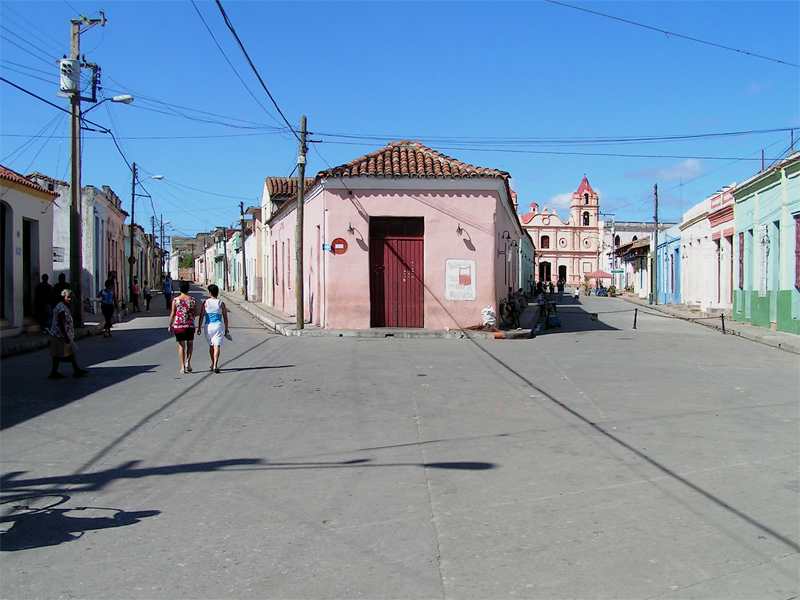
Centro histórico de Camagüey.

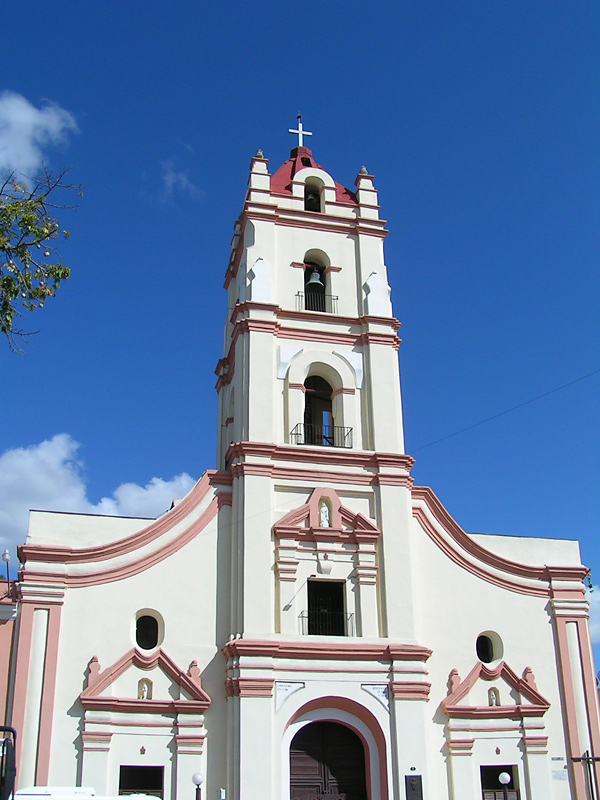
Iglesia de Nuestra Señora de la Merced.

Camagüey está compuesta por una parte central o centro histórico, donde se pueden observar antiguas construcciones con sus callejones estrechos y adoquinados al estilo colonial, y posee plazas e iglesias hermosas y de gran valor histórico. Por el cuidado,y el empeño de sus pobladores y las autoridades locales parte de su centro histórico fue declarado en el 2008 Patrimonio Cultural de la Humanidad.
El trazado de Camagüey es el más asimétrico entre todas las villas fundadas por los españoles en Cuba. Según la tradición el laberíntico trazado de sus estrechas y sinuosas calles fue elegido por los fundadores para defensa del lugar. Los adoquines que aún quedan fueron instalados en la primera parte del siglo XX, contrario a lo que piensan muchos locales. También se pueden apreciar, sobre todo en la calle Independencia los raíles del antiguo tranvía.
Esta ciudad, como cualquier otra de Cuba con valores patrimoniales, cuenta con equipos de conservadores: en este caso, con una Oficina del Historiador, que entre otras faenas se ocupa del rescate de los valores de patrimoniales edificados en la localidad, que cuenta con más de 495 años.
Camagüey tiene el centro colonial conservado más extenso del país, que ofrece al visitante numerosas edificaciones con significativos valores arquitectónicos e histórico-culturales, así como interesantes museos. Ejemplo de esas tareas, son la Plaza de San Juan de Dios, la del Carmen, Bedoya, el Parque Agramonte —antigua Plaza de Armas—, la casa natal del prócer Ignacio Agramonte, así como otras plazas y callejuelas. Los templos católicos que se localizan en el centro histórico poseen altos valores arquitectónicos donde se entremezclan diversas corrientes y movimientos. Se destacan por sus valores la Catedral Metropolitana, donde se rinde culto a la Virgen de la Candelaria, patrona de la ciudad, las Parroquias de la Soledad, el Santo Cristo del Buen Viaje, la de Santa Ana, las Capillas de la Merced, el Sagrado Corazón de Jesús, la del Carmen y la de San Juan de Dios, donde el Beato José Olallo Valdés (el Padre Olallo) atendió a miles de principeños con el solo interés de llevar la salud al pueblo. Camagüey es una ciudad de leyendas y tradiciones, una de sus reliquias más relevantes, ornada de una hermosa leyenda es el SANTO SEPULCRO, ubicado en la Iglesia de Nuestra Señora de la Merced. Otra de las apasionantes leyendas camagüeyanas es la del Aura Blanca, que narra las vicisitudes económicas de la construcción de un hospital para leprosos por el Padre Valencia, otro relevante sacerdote católico, y la aparición de esta ave con su blanco plumaje exhibida para recaudar fondos.
A pocos metros de la entrada del Cementerio del Santo Cristo del Buen Viaje de la Ciudad de Camagüey, se encuentra una tumba peculiar que llama la atención por el epitafio escrito sobre un blanco mármol y que forma parte de las tradiciones locales:

EPITAFIO ETERNO

Aquí Dolores Rondón finalizó su carrera

ven mortal y considera

las grandezas cuáles son:

el orgullo y presunción,

la opulencia y el poder, todo llega a fenecer

pues solo se inmortaliza

el mal que se economiza

y el bien que se puede hacer.

Camagüey fuera de su centro histórico cuenta con un sistema vial muy deteriorado como ocurre en muchos sectores de Cuba, debido a la falta de mantenimiento, que las autoridades plantean es causado por el embargo económico impuesto por USA.
Entre las vías que se destacan están: la Avenida Finlay, la Carretera Central, la Avenida de los Mártires, la Ignacio Agramonte y la 26 de Julio, además de una circunvalación que con más de 20 km de extensión anilla a la ciudad.
Entre las principales edificaciones modernas está el edificio Lugareño, construido en la década del 50 y durante muchos años fue el más alto del interior del país, además en las zonas de desarrollo se han levantado edificios de 26 pisos y de 12 y 18 plantas en los alrededores de la Plaza de la Revolución Mayor General Ignacio Agramonte y en el reparto Julio Antonio Mella al este de la ciudad.

## Tradiciones

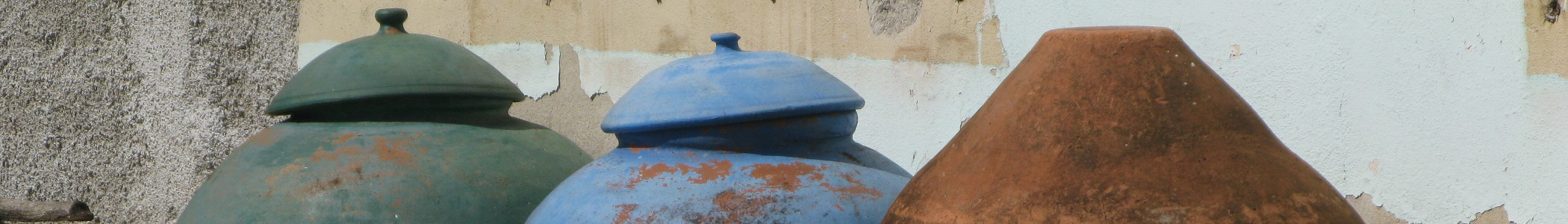
Unas tinajas grandes en Camagüey, antiguo símbolo de la ciudad.

Sus carnavales se llaman "San Juan camagüeyano", porque se celebran alrededor del día 24 de junio, día de San Juan, y que a pesar de la crisis aún se mantienen aunque ya no con tanto colorido y festejo como antaño. Con motivo de este se hace un caldo por cuadras llamado ajíaco, de exquisito y peculiar sabor que incluye viandas de todo tipo, costillas saladas y un sofrito. Otro de los platos o recetas típicas de Camagüey es el matajíbaro, que se elabora a base de chicharrones de cerdo molidos en unión de plátanos maduros y pintones y ajo. Los arroces con carne de res y plátano maduro es una comida que se destaca en el territorio desde el siglo XIX. Camagüey además tiene fama por la elaboración de los mejores quesos cubanos.
Otra importante tradición es la Procesión del Santo Sepulcro, que cuenta con siglos de practicarse y rescatada nuevamente en 1998 gracias a Monseñor Adolfo Rodríguez Herrera, arzobispo de Camagüey (EPD). La procesión se realiza cada Viernes Santo y consiste en llevar el Santo Sepulcro desde la Iglesia de Nuestra Señora de la Merced hasta la Catedral Metropolitana, escoltado por el arzobispo, sacerdotes, religiosos y religiosas, seminaristas y el pueblo que la sigue, cantando canciones religiosas.

## Educación

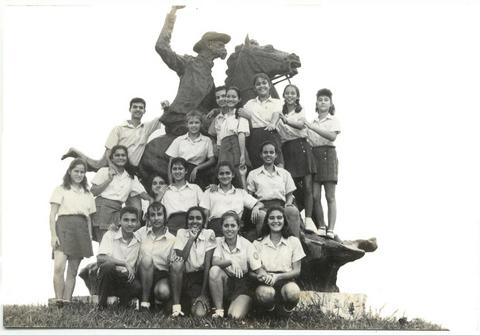
Estatua de Máximo Gómez Báez, foto tradicional.

Camagüey cuenta con una gran variedad de centros de estudios de todos los niveles
- IPVCE o Instituto Preuniversitario Vocacional de Ciencias Exactas Máximo Gómez Báez, baluarte de las principales figuras de ciencias de la localidad, ejemplo de ello han sido los numerosos estudiantes que han obtenido medallas en olimpiadas internacionales.

- Universidad de Camagüey Ignacio Agramonte y Loynaz
- Universidad de Ciencias Pedagógicas José Martí
- Universidad de Ciencias Médicas Carlos Juan Fínlay
- Universidad de Ciencias de Cultura Física y deporte Manuel Fajardo
- Instituto Superior del MININT
- Seminario San Agustín, fundado por Mons. Adolfo Rodríguez, donde se preparan los futuros sacerdotes de la Arquidiócesis de Camagüey.

## Gastronomía
Los platos que representan a la cocina popular camagüeyana son en primer lugar el ajiaco criollo, conformado por viandas como la yuca, el boniato, el plátano verde, pintón y maduro, ñame, así como la calabaza, se le añade carne salada (tasajo de res), es imprescindible la cabeza de cerdo, costillas de res y mazorcas de maíz tierno, se cocina hasta dejar cocinado y espeso ese caldo. La característica fundamental de este plato es que es típico del San Juan camagüeyano, y cada 24 de junio, el ajiaco se confecciona, distribuye y degusta por los vecinos en la propia cuadra donde se elabora; es tal vez la comida colectiva más grande que se conoce.
Otros platos son el matajíbaro, el queso criollo, el arroz con carne de res y plátano maduro, así como el maíz pelao.
Un producto alimenticio, ya no exactamente típico de la ciudad pero de la provincia son las cremitas de leche de cascorro, cuyo exquisito sabor no tiene repetición en todo el país.
Los alimentos en Camagüey como en todo el país son distribuidos a través de una "libreta" de abastecimientos, aunque esta es insuficiente y los camagüeyanos deben acudir a otras fuentes alternativas, como algunas plazas de mercado, donde los mencionados productos son de mayor precio, otra opción a la que muchos acuden es al mercado negro.

## Playa Santa Lucía

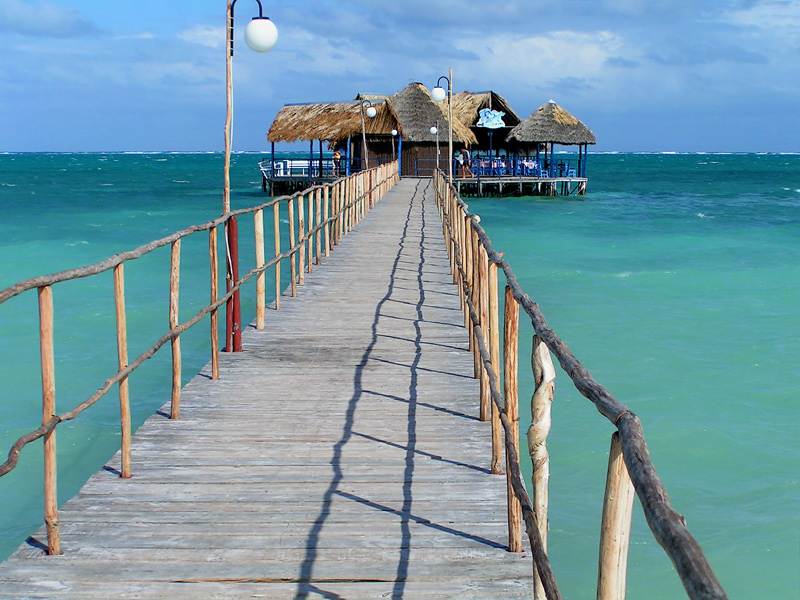
Playa Santa Lucía.

Es el principal balneario a unos 100 km al norte de Camagüey donde se encuentran unos 19 km de playas de arenas blancas y finas. Sus aguas cristalinas permiten ver el fondo aunque este tenga una profundidad relativamente significativa.
Alejado de la costa se encuentra uno de los principales atractivos de esta playa para los amantes del buceo y es que la costa norte cubana cuenta con una de las más grandes barreras coralinas del mundo sólo superada por la Gran Barrera Australiana. Abundante en riquezas marinas y naufragios, es el mayor santuario de tiburones toro en todas las Antillas y mar Caribe, generalmente no ofreciendo peligro a los bañistas por su lejanía de la costa, sin embargo es una gran oportunidad de buceo para los amantes de la vida marina y todas sus especies.
En contraste, en la parte sur y hacia el mar Caribe, en las playas no abundan las arenas, pero hay numerosos cayos y la plataforma marina ofrece un paisaje como pocos en el Caribe.

## Hermanamientos
La ciudad de Camagüey está hermanada con las siguientes ciudades alrededor del mundo.
- Zacatelco, México — (2010)[3]
- Mérida, México — (2000)
- Novelda, Alicante, España